# Charles Lansiaux
Charles Joseph Antoine Lansiaux est un photographe français, né le 9 mars 1855 à Aniche dans le bassin minier du Nord, et mort le 6 avril 1939, 1 rue Cabanis (14e arrondissement de Paris), où il exerçait. Il est principalement connu pour ses photographies documentaires de la capitale française.

## Biographie

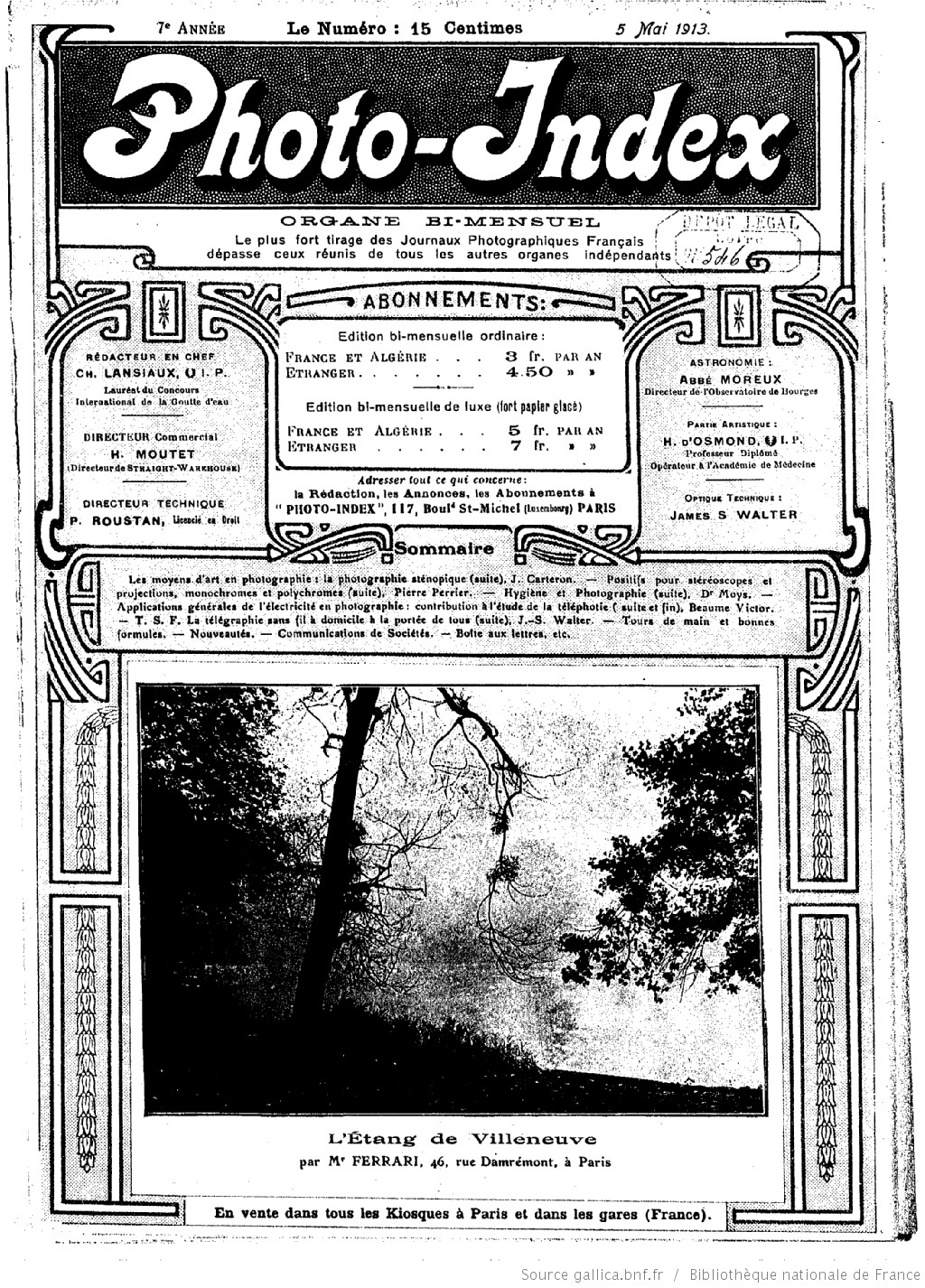
Photo-Index : organe mensuel : photographie, astronomie, optique, sciences / rédacteur en chef : Charles Lansiaux - édition du 5 mai 1913.

Charles Lansiaux s’installe à Paris en 1881 et est employé comme coupeur de verre. Passionné de photographie, qu’il débute en amateur autodidacte, il met au point à ses heures perdues diverses améliorations de la technique photographique se rapportant à l’éclairage artificiel au magnésium et à la vitesse de prise de vues, pour lesquelles il dépose dix brevets. Ses perfectionnements sont commercialisés et lui procurent la reconnaissance des principales revues de photographie. On peut signaler en 1889 le Tison-Eclair, « appareil portatif permettant de produire instantanément l’éclair magnésique » (brevet INPI, n° 202394), et, en 1892, le Photo-Vélographe, « appareil à main et à magasin destiné à obtenir des épreuves instantanées », ou encore, en 1894, son « obturateur progressif de plaques pour la prise de photographies instantanées ».

### Lauréat de concours de photographies
Lansiaux réalise ses premières photographies pour expérimenter ses inventions personnelles. Il remporte plusieurs concours de photographies, très en vogue à la fin du XIXe siècle. En particulier, il est lauréat en 1895 du prestigieux Concours international de la Goutte d’eau, présidé par Étienne-Jules Marey, qui a pour but de décomposer en photographies successives le mouvement d’une goutte d’eau durant sa chute. Ce succès lui apporte une certaine renommée dans les milieux photographiques qui lui permet de devenir photographe professionnel en 1900 et bientôt de s’installer à son compte.

### Photographe professionnel
En 1903, à l’âge de 48 ans, Charles Lansiaux s’installe comme photographe dans le XIVe arrondissement de Paris (au 83, rue de la Tombe-Issoire jusqu'en 1909, puis 4, villa Saint-Jacques de 1910), où il restera jusqu'à la fin de sa carrière en 1921. Il se spécialise dans trois domaines : la reproduction d’œuvres d’art, en particulier en volume ; la photographie industrielle et scientifique ; la photographie de Paris. Certaines de ses photographies d’œuvres d’art ont été publiées dans les revues de l’époque : Le Monde illustré, Revue de Paris, Guignol, etc. On sait qu'il travaille pour le Salon des artistes français ou la société des Rosati de Paris, dont toutes les photographies ont disparu.

### Journaliste
Il devient rédacteur en chef de la revue Photo-Index, créée en 1907, et le demeure jusqu'à la fin de l’existence de cette revue en 1914. Il y publie plusieurs articles relatant ses inventions passées, qui sont une source précieuse pour la connaissance de son activité.

### Photographe de Paris
Charles Lansiaux est photographe de Paris à double titre : d’une part, il se spécialise dans la photographie de Paris dans ses aspects architecturaux et humains ; d’autre part, il est un des principaux photographes travaillant pour la Ville de Paris.
Dès 1895, il réalise pour un concours de tourisme un reportage qu’il intitule « La Seine à Paris », pour lequel il remporte un prix et qui est publié par la revue Le Tour du monde. Il représente la vie quotidienne des miséreux qui vivent sur les berges du fleuve et y révèle déjà le sens du pittoresque, l’humour et l’humanité qui distingueront ses photographies de Paris pendant la Première Guerre mondiale.
Dès le 2 août 1914, il entreprend une série qu’il intitule « Aspects de Paris pendant la guerre de 1914 », qu’il propose à la Bibliothèque historique de la Ville de Paris. Celle-ci lui achète entre 1914 et 1918 près de mille épreuves conservées depuis dans les collections de l’établissement.

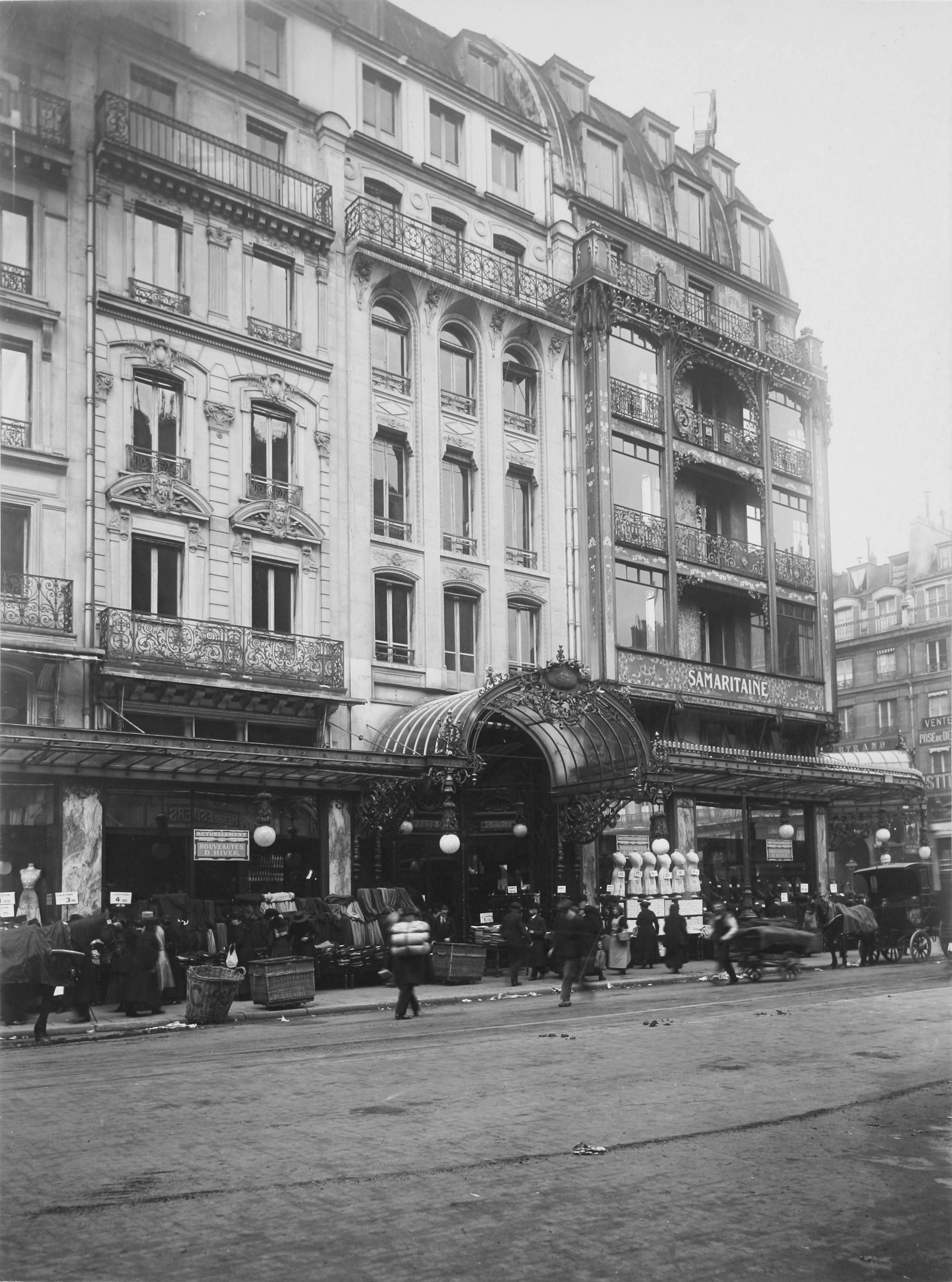
Photographie du grand magasin La Samaritaine, rue du Pont-Neuf (Paris), en 1917.

À partir de 1916, il devient le principal photographe employé par le Casier archéologique, artistique et pittoresque de la Ville de Paris, créé alors pour dresser un inventaire systématique des immeubles remarquables de la capitale.
Lansiaux réalise également pour l’administration municipale des reportages thématiques, sur l’architecture industrielle et les canaux de Paris, ou sur les fortifications à l’occasion de leur destruction .
En 1921, à l’âge de 66 ans, il cesse son activité et vend son atelier.
On perd alors sa trace. Lansiaux serait décédé en 1939, à l’âge de 84 ans.

## Photographies conservées
Seules quelques institutions culturelles parisiennes conservent des photographies de Lansiaux, soit qu’elles les lui ont achetées de son vivant, soit qu’il s’agisse de commandes : la Bibliothèque historique de la ville de Paris, le Casier archéologique de la Ville de Paris, le musée Carnavalet, les Archives de Paris ou le musée de l'Armée.
Outre l’intérêt des sujets et le regard très personnel de Lansiaux dans certains de ses reportages, ses photographies se distinguent par leur très grande qualité et maîtrise technique.
Ce photographe, oublié et méconnu pendant près d’un siècle, est redécouvert en 2014 à l’occasion de l’exposition Paris 14-18, la guerre au quotidien. Photographies de Charles Lansiaux, présentée à la Galerie des bibliothèques de la Ville de Paris. Une partie de ses photos du Paris ancien est conservée et mise en ligne en 2022 par la Commission du Vieux Paris.